# Prærierytteren
Prærierytteren er en amerikansk stumfilm fra 1920 af George Marshall.

## Medvirkende
- Tom Mix som Tex Benton
- Charles K. French som Stephen McWhorter
- Kathleen O'Connor som Janet McWhorter
- Robert Walker som Adams Endicott
- Gloria Hope som Alice Endicott
- Sid Jordan som Jack Purdy
- Harry Dunkinson som Ike Stork
- William Elmer som Rod Blake